# Мишел Тело
Мишел Тело (порт. Michel Teló; 21. јануар 1981, Медианеира) бразилски је сертанехо певач и текстописац. Пре своје соло каријере био је вокал музичке групе Групо Традисао (порт. Grupo Tradição). Своју популарност је стекао са песмом „Ai Se Eu Te Pego!“. Песма је достигла на број 1 у неколико европских држава, Латинској Америци и у Квебеку.

## Дискографија

### Студио албуми
- Balada Sertaneja (2009)

### Уживо албуми
- Michel Teló Ao Vivo (2010)
- Michel na Balada (2011)
- Sunset (2013)